# Oscar
Oscar, jinak také Cena Akademie (anglicky Academy Award), je cena každoročně udělovaná americkou Akademií filmového umění a věd od roku 1929 v různých oblastech filmu. Oscar je považován za nejprestižnější filmovou cenu, přestože se týká především americké kinematografie. Slavnostní ceremoniál patří k nejvýznamnějším kulturním událostem v Hollywoodu. Oscaři se od roku 2002 udělují v Dolby Theatre (do 1. května 2012 název Kodak Theatre) v Los Angeles.
Akademii filmového umění a věd založil v roce 1927 tehdejší ředitel studia MGM Louis B. Mayer spolu s dalšími pětatřiceti osobnostmi kinematografie. Jednou z činností Akademie je udělování Cen Akademie nejlepším počinům předešlého roku. Poprvé byla cena udělena 16. května 1929 v hotelu Roosevelt v Los Angeles. Poslední předávání se konalo 10. března 2024 v Dolby Theatre v Los Angeles, kdy se konal 96. ročník.

## Historie

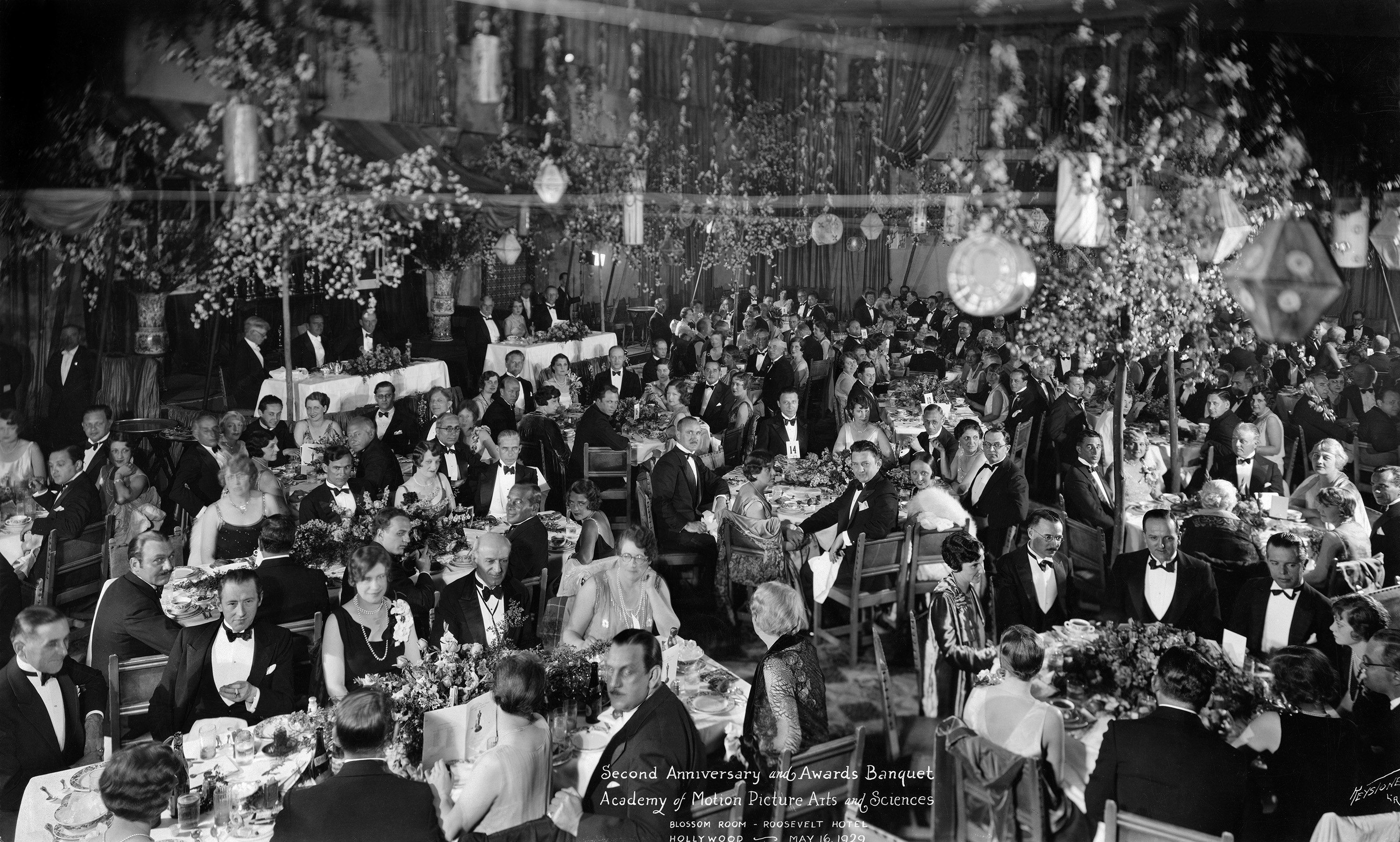
1. ročník udílení Oscarů

První předání ceny se konalo 16. května 1929 a byly oceněny výjimečné kvality filmů z let 1927 a 1928. Předávání proběhlo jako banket za účasti asi 250 lidí. Členové Akademie měli vstup zdarma, ostatní si museli zakoupit vstupenku v ceně 5 dolarů. Držitelé cen byli ohlášeni tři měsíce předem. Zájem médií byl v prvním ročníku minimální, již příští rok se však vysílal přímý rozhlasový přenos. Výsledky dostaly noviny pro svá vydání v 11 hodin večer. V roce 1940 se však stalo, že noviny Los Angeles Times vydaly seznam vítězů ve svém vydání v 8:45, ještě před zahájením ceremoniálu. V příštím roce pak byla zavedena metoda zapečetěných obálek, otevíraných až v průběhu slavnostního předávání. Jména laureátů nejsou známá až do okamžiku vyhlášení na slavnostním předáváním cen. Do té doby jsou schované v obálkách ve firmě PricewaterhouseCoopers. Až do roku 1942 probíhalo předávání ve formě banketu, od té doby se ocenění udělují na slavnostním večeru pořádaném v divadle. Tento večer je pouze pro zvané hosty, vstupenky nejsou ve volném prodeji.
V průběhu prvního večera bylo rozdaných celkem dvanáct sošek a dvacet certifikátů ve dvanácti základních a dvou speciálních kategorií. Herec Emil Jannings dokonce získal úplně prvního Oscara, a to ještě před samotným ceremoniálem. V jeho průběhu měl být na natáčení v Evropě. Akademie tomuto požadavku vyhověla.
Původně se bankety konaly v hotelech Roosevelt, Ambassador a Biltmore. Jak zájem hvězd, novinářů i fanoušků rostl, Akademie v roce 1944 při svém 16. ročníku přesunula udílení cen do větších prostorů, konkrétně do Graumanova čínského divadla.
Rok 1953 byl rokem průkopnickým, protože se tehdy poprvé Oscaři pro diváky Spojených států a Kanady vysílali v televizi. V roce 1966 se Oscar začal vysílat v barvě. Od roku 1969 měl televizní přenos mezinárodní rozměry. V roce 2011 byl přenos z udílení cen možný ve více než dvou stech zemích.

### Důležité mezníky

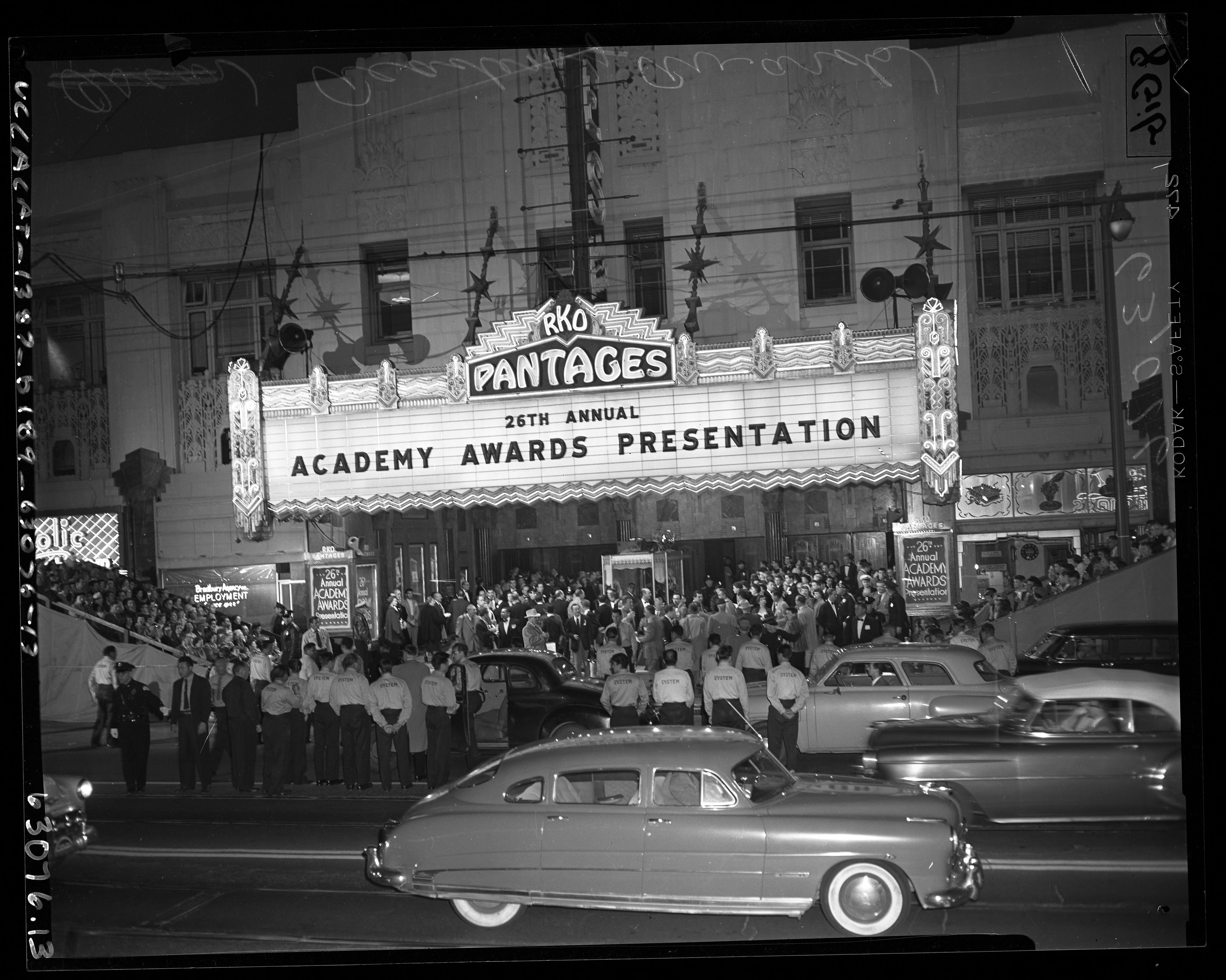
26. udílení Oscarů se konalo v divadle RKO Pantages

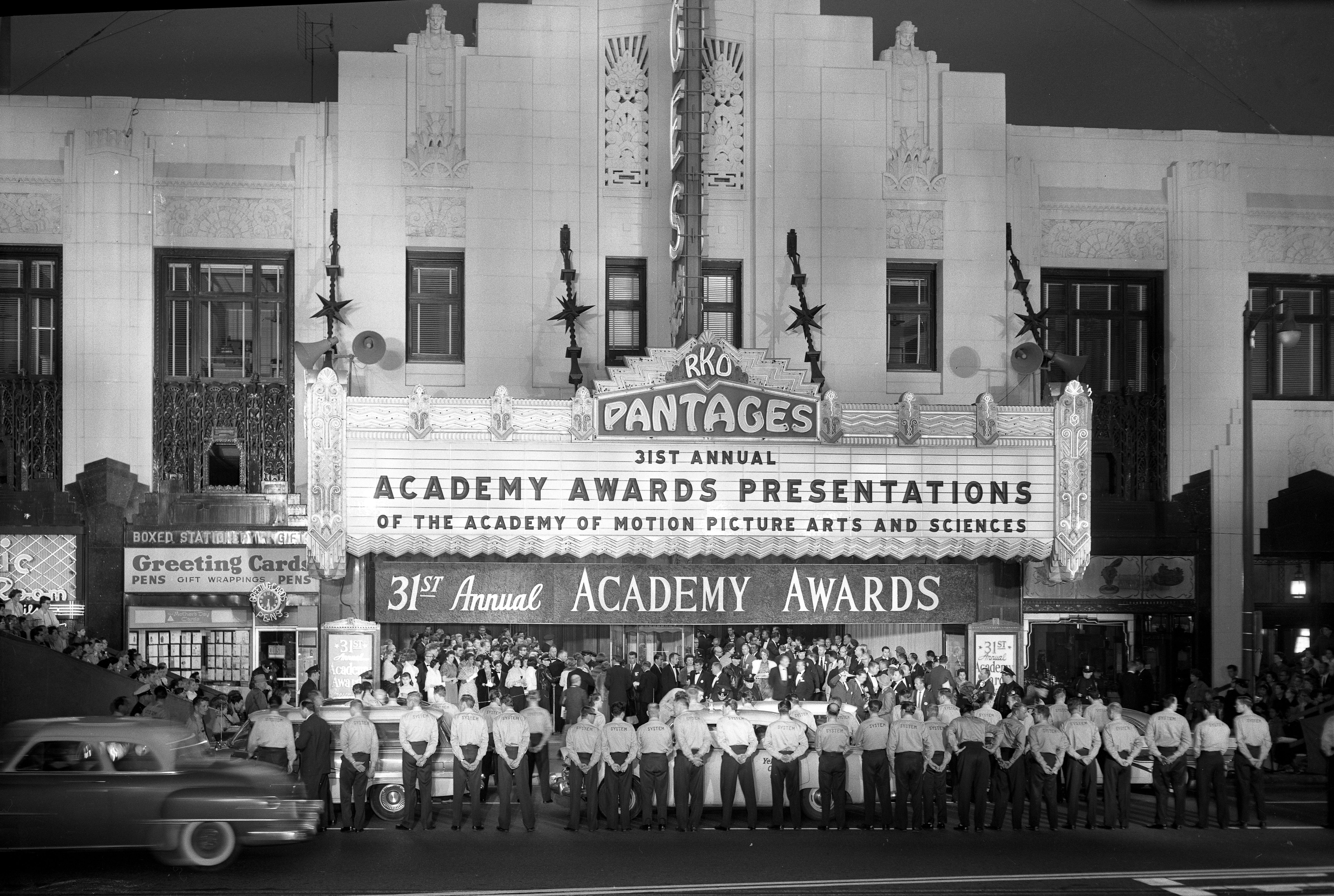
31. udílení Oscarů

V průběhu historie cen se počet kategorií i pravidla značně měnily. Za nejdůležitější mezníky považuje Akademie tyto:
- První ročník (1929) – První udílení Oscarů. Akademie se rozhodla udělit speciální ocenění těm, kteří se nevešli do dvanácti kategorií. Cenu získalo studio Warner Bros. za průkopnický snímek Jazzový zpěvák. Druhého Oscara si odnesl Charles Chaplin za produkci, režii, scénář a herecký výkon ve svém filmu Cirkus
- Druhý ročník (1930) – Počet kategorií klesl z dvanácti na sedm (ženský a mužský herecký výkon, produkce, režie, scénář, kamera a výprava).
- Sedmý ročník (1935) – Byly přidané kategorie jako střih, hudba a filmová píseň. V tom roce taky začala firma Price Waterhouse (dnes PricewaterhouseCoopers) počítat hlasovací lístky. Tato role ji zůstala dodnes.
- Devátý ročník (1937) – Poprvé byly uděleny ceny ve vedlejších hereckých kategoriích.
- Desátý ročník (1938) – Poprvé byla udělena Pamětní cena Irvinga G. Thalberga (angl. Irving G. Thalberg Memorial Award).
- Dvanáctý ročník (1940) – Udělen Oscar za speciální efekty.
- Čtrnáctý ročník (1942) – Udělen Oscar za dokument.
- Dvacátý ročník (1948) – Poprvé se udělila cena pro cizojazyčný film a to ve speciální kategorii. Tu získal de Sicův film Děti ulice (v originálu Sciuscià). Než vznikla samostatná kategorii pro filmy v jiném, než anglickém jazyce (v roce 1956), Akademie rozdala ještě sedm dalších cen.
- Dvacátý první ročník (1949) – Poprvé byl udělen Oscar za nejlepší kostýmy.
- Dvacátý pátý ročník (1953) – Poprvé byl slavnostní večer přenášen televizí. Tehdy se konaly dva ceremoniály, v Hollywoodu a v New Yorku. Hostitelem hollywoodského byl Bob Hope, newyorského Conrad Nagel.
- Dvacátý devátý ročník (1957) – Humanitární cena Jeana Hersholta (angl. Jean Hersholt Humanitarian Award) byla poprvé udělena. Jejím prvním nositelem se stal Y. Frank Freeman.
- Třicátý šestý ročník (1964) – Speciální efekty se rozdělily na zvukové a vizuální.
- Třicátý osmý ročník (1966) – Konal se první barevný přenos z Oscarů.
- Čtyřicátý první ročník (1969) – Slavností večer se konal v právě dokončeném pavilónu Dorothy Chandler v hudebním centru v Los Angeles.
- Padesátý čtvrtý ročník (1982) – Byla přidána kategorie masky. Taky byl poprvé vyhlášen laureát technické Ceny Gordona E. Sawyera (angl. Gordon E. Sawyer Award).
- Sedmdesátý čtvrtý ročník (2002)[p 1] – Poprvé byl vyhlášen nejlepší animovaný film a stal se jím Shrek.
- Devadesátý druhý ročník (2020) – film Parazit byl prvním, který dostal cenu za nejlepší film, který nebyl anglicky namluvený.

### Termínový přesun
V historii cen se třikrát stalo, že termín ceremoniálu předání této ceny musel být přesunut:
- Desátý ročník (1938) – Velké povodně v roku 1938 posunuly udílení Oscarů o jeden týden.[6]

- Čtyřicátý ročník (1968) – Vzhledem k úmrtí Martina Luthera Kinga, Jr. byl ceremoniál přesunut z 8. na 10. dubna 1968. King byl zavražděn 4. dubna, jen několik dnů před plánovaným odevzdáváním a jeho pohřeb se měl konat 9. dubna.[7] Proto organizátoři rozhodli o jeho přesunutí.[8]
- Padesátý třetí ročník (1981) – Kvůli neúspěšném atentátu na tehdejšího amerického prezidenta Ronalda Reagana přesunula Akademie udílení o jeden celý den.[9]

## Soška Oscara

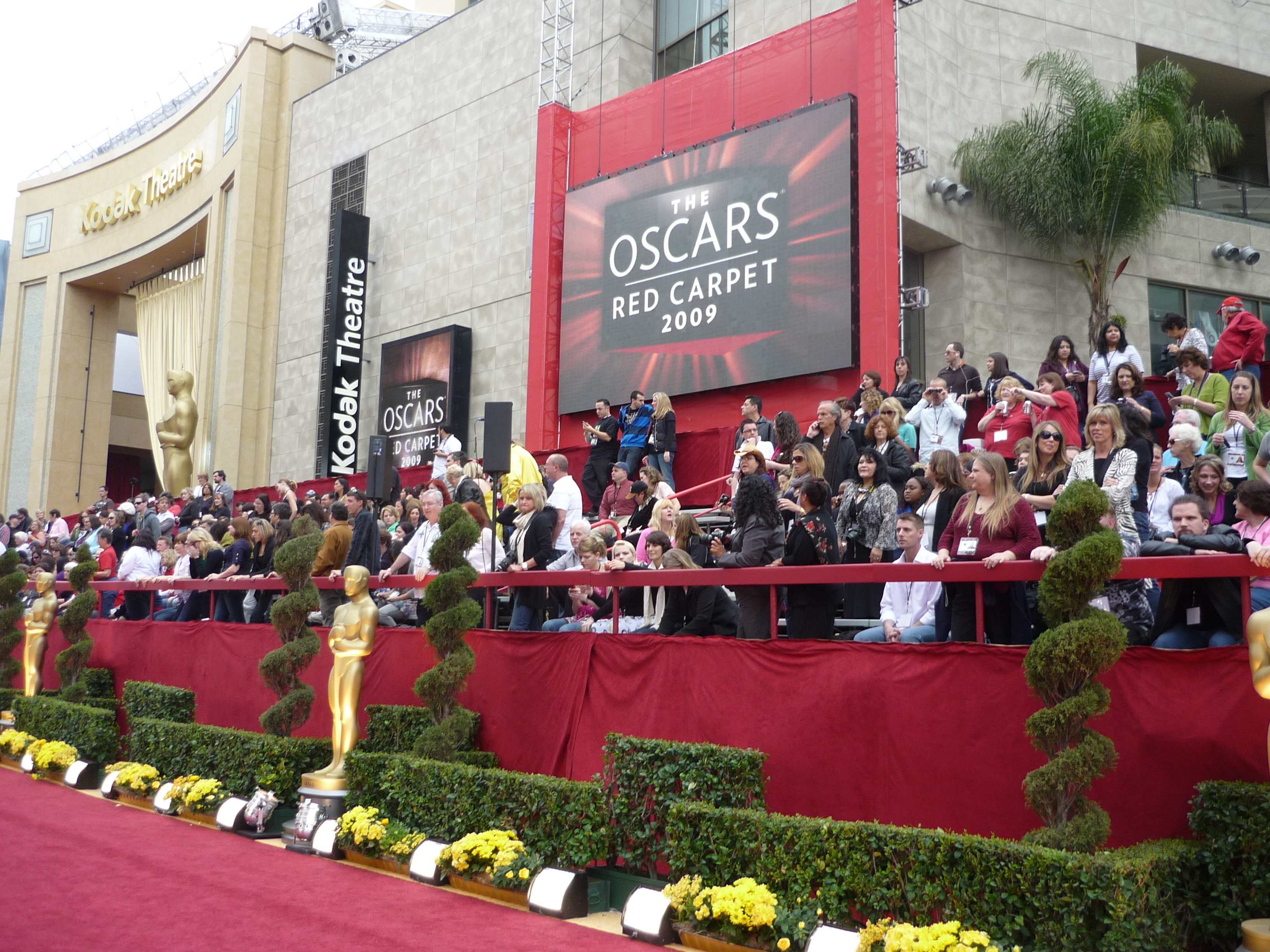
Před udílením Oscarů v roce 2009

### Název a podoba
Oficiální název ceny je Cena Akademie za zásluhy (Academy Award of Merit), označení Oscar je přezdívka sošky. Tento název se uchytil podle ne zcela jasné verze. Existují totiž tři příběhy, které mluví o zavedení jména Oscar. Podle jedné verze knihovnice Akademie Margaret Herricková při spatření sošky zvolala „vypadá úplně jako strýček Oscar!“. Druhá vypráví o tom, že přezdívku vymyslela herečka a někdejší ředitelka Akademie Bette Davis, protože soška ji připomínala manžela Harmona Oscara Nelsona. Poprvé však název Oscar použil losangeleský novinář Sidney Skolsky v roce 1934, když glosoval úspěch Katharine Hepburn. Ta totiž získala v roce 1934 prvního Oscara. Každopádně Akademie tuto přezdívku oficiálně uznala až v roce 1939.
Symbolem ceny je zlatá soška rytíře držícího meč a stojícího na cívce filmového pásu s pěti kruhy, které představují pět původních profesních sekcí Akademie (herci, režiséři, producenti, technici a scenáristé). Sošku stvořili výtvarník Cedric Gibbons a sochař George Stanley. Podstavec, na kterém soška rytíře stojí, měnil svou podobu až do roku 1945. Od té doby má s menšími změnami dnešní podobu a velikost. Výška sošky je 34,5 cm, výška podstavce 7,5 cm a jeho průměr 13,5 cm. Původně byl Oscar z bronzu a pozlacený 24-karátovým zlatem. Od roku 1930 je ze slitiny cínu, mědi a antimonu a pokrytý leštěnými vrstvami cínu, niklu, stříbra a zlata. V průběhu druhé světové války byly sošky kvůli nedostatku kovových materiálů vyrobeny ze sádry, po válce pak byly majitelům vyměněny za kovové. Podstavec býval z černého mramoru, od roku 1945 je kovový. Oscar váží 3,85 kg. Od roku 1949 má na sobě každá soška jedinečné číslo (číslování začíná na 501). Od roku 1982 sošky vyrábí chicagská společnost R. S. Owens & Company. Každý rok v lednu vyrobí padesát kusů. Trvá to tři až čtyři týdny. Odlití každého kusu zaměstná dvanáct pracovníků na pět hodin. Sošky jsou nejdřív odlité, pak vytvarované, obroušené a vyleštěné. Výrobní cena je přibližně 150 $, ale ta symbolická je nevyčíslitelná.

## Nominace a pravidla

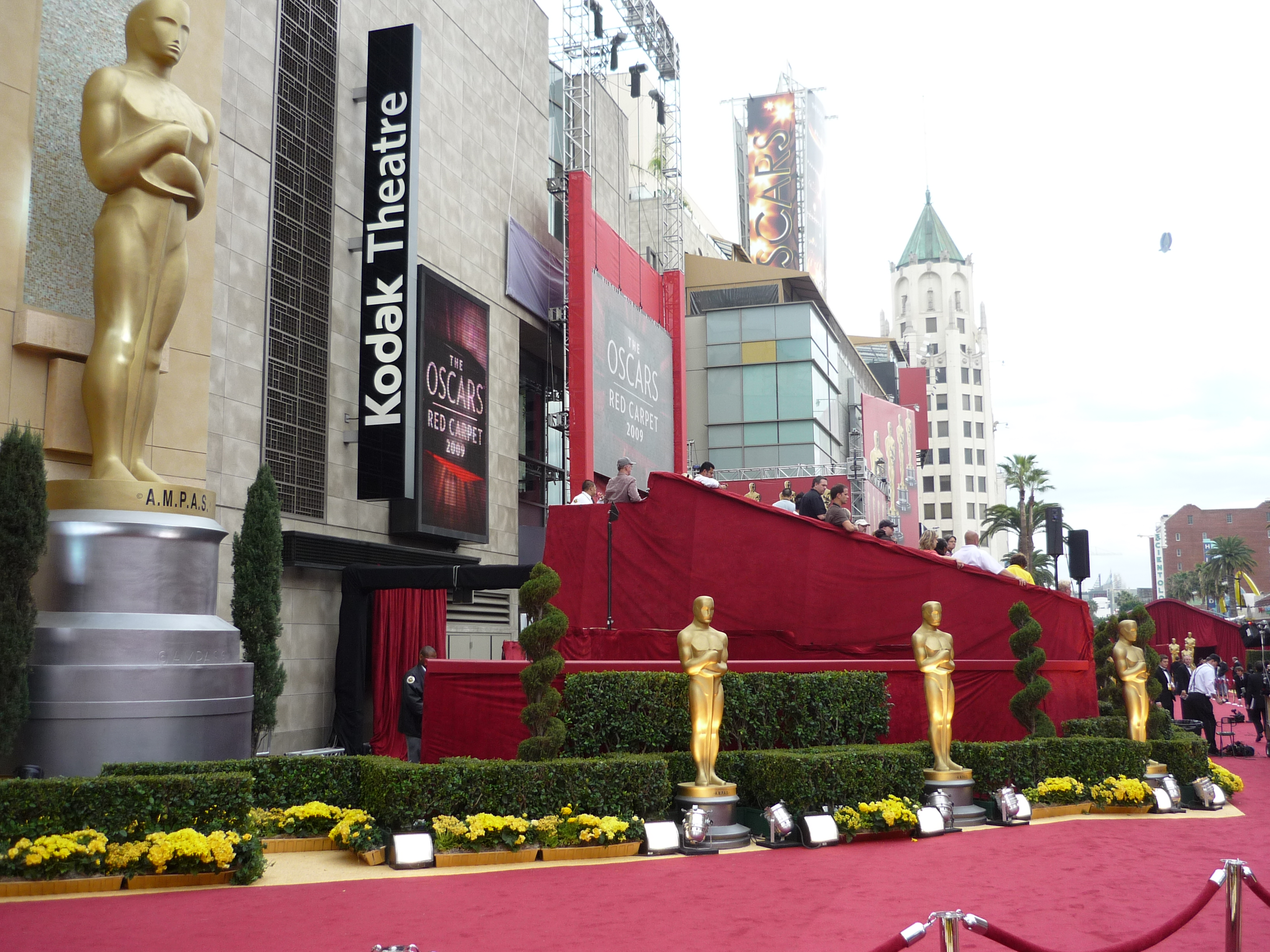
Z příprav 81. ročníku

Každý rok v listopadu začíná volební kampaň Akademie filmového umění a věd. Udílení Oscarů předchází hlasovací proces s volbou nominaci.

### Hlasování
Každý aktivní člen s hlasovacím právem získá od Akademie hlasovací lístek. Počet členů je přibližně šest tisíc. Většina z nich je zastoupena v určité pobočce. Herci v herecké, režiséři v režisérské, skladatelé v skladatelské, střihači v střihačské a podobně. Poboček má Akademie patnáct. Aby se předešlo uplácení, organizace nezveřejňuje, až na výjimky, jména členů. Hlasujícím členům jsou poskytnuty veřejná promítání filmů, vstupy zdarma na komerční projekce a DVD nosiče. Ty jim zasílají různá studia a distribuční firmy.

#### První kolo
Na konci prosince dostane každý aktivní člen hlasovací lístek. Po jeho vyplnění ho nejpozději odešle do společnosti PricewaterhouseCoopers, která má za úkol sečíst hlasy. Hlasování probíhá v pětadvaceti kategoriích. Členové z každé pobočky hlasují za počiny v dané oblasti (herci odevzdávají hlasy herců, režiséři režisérům, kameramani kameramanů, a podobně. Kategorie animovaný film a cizojazyčný film mají na starosti speciální komise. V kategorii nejlepší film hlasují všichni členové s hlasovacím právem.
Výsledky prvního nominačního kola jsou známé ve třetí lednový týden. Na tiskové konferenci je pak prezident Akademie vyhlásí v divadle Samuela Goldwyna v Beverly Hills.

#### Druhé kolo

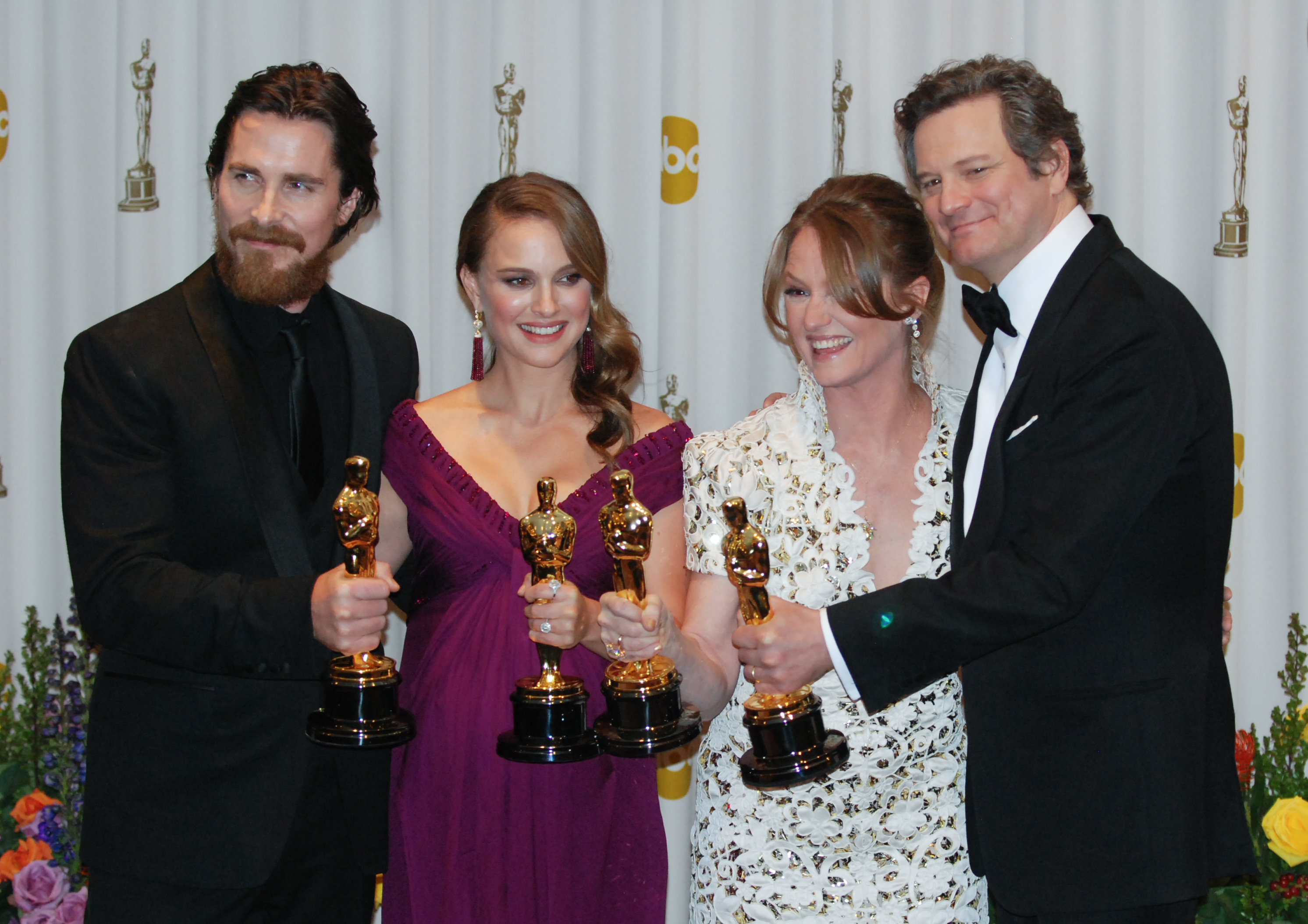
Vítězové v hereckých kategoriích v roce 2011 (zleva Ch. Bale, N. Portman, M. Leo a C. Firth

Na konci ledna je členům zaslán finální hlasovací lístek, tentokrát se jmény nominovaných umělců. Konečné hlasy by měly do sídla PricewaterhouseCoopers dorazit nejpozději v úterý před udílením cen. To se už tradičně koná poslední únorovou neděli. Co se kategorií jako je dokument, krátký dokument, krátký hraný film, krátký animovaný film a cizojazyčný film týče, hlasovat v nich mohou členové až po předložení potvrzení, že se jejich projekcí účastnili.
Po sčítaní hlasů znají jejich výsledky pouze dva zaměstnanci agentury PricewaterhouseCoopers. Jsou zapečetěna do obálek a uložena až do předávání cen.

### Pravidla
Do soutěže může být přihlášen každý celovečerní (nejméně čtyřicetiminutový) film zveřejněný na formátu 35 nebo 70 mm pro klasický film, popř. ve formátu Digital Cinema pro film natáčený digitální kamerou. Film musel být promítán běžným způsobem v některém kině v oblasti Los Angeles nejméně 7 dní po sobě, s tím, že premiéra je v době od 1. ledna do 31. prosince daného roku. Film nesmí být před svým uvedením do kin uváděn v jiném médiu (kabelová televize, Internet apod.). V některých kategoriích jsou z některých pravidel povoleny výjimky (např. cizojazyčný film).
Jednotlivé profesní sekce Akademie nominují ve svém oboru vždy pět kandidátů pro finále. Každý člen Akademie (cca 6000) nominuje pět snímků do kategorie „Nejlepší film“. V tajném hlasování opět všichni určí vítěze. Vyhodnocení hlasů provedou tři notáři advokátní firmy. Jména vítězů zůstávají tajná až do posledního okamžiku.

## Členové akademie
Členy Americké akademie filmového umění a věd se automaticky stávají všichni umělci, kteří byli alespoň jedenkrát nominováni na Cenu akademie. Akademie má zhruba 5 až 6 tisíc členů po celém světě, mezi její členy českého původu patřili nebo doposud patří např. Franz Planer, Ivan Jandl, Miloš Forman, Jiří Menzel, Jan Pinkava, Miroslav Ondříček, Theodor Pištěk nebo Jan Svěrák.

## Ocenění

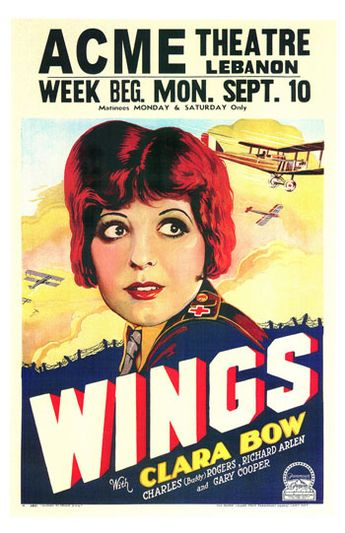
Film Wings získal jako první Oscara za nejlepší snímek

### Současná ocenění
- nejlepší film (od roku 1929)
- nejlepší režie (od roku 1929)
- nejlepší ženský herecký výkon (od roku 1929)
- nejlepší mužský herecký výkon (od roku 1929)
- nejlepší ženský herecký výkon ve vedlejší roli (od roku 1937)
- nejlepší mužský herecký výkon ve vedlejší roli (od roku 1937)
- nejlepší původní scénář (od roku 1941)
- nejlepší adaptovaný scénář (od roku 1929)
- nejlepší kamera (od roku 1929)
- nejlepší střih (od roku 1936)
- nejlepší výprava a dekorace (od roku 1929)
- nejlepší kostýmy (od roku 1949)
- nejlepší hudba (od roku 1935)
- nejlepší filmová píseň (od roku 1935)
- nejlepší zvuk (od roku 1931)
- nejlepší masky (od roku 1982)
- nejlepší vizuální efekty (od roku 1940)
- nejlepší celovečerní animovaný film (od roku 2002)
- nejlepší cizojazyčný film (od roku 1948)
- nejlepší krátkometrážní hraný film (od roku 1932)
- nejlepší krátký animovaný film (od roku 1932)
- nejlepší celovečerní dokumentární film (od roku 1944)
- nejlepší krátký dokumentární film (od roku 1942)

### Speciální ocenění
- Vzpomínková cena Irvinga G. Thalberga – pro producenta, jehož práce trvale vykazuje vysokou kvalitu. (Od roku 1939)
- Humanitární cena Jeana Hersholta – pro jednotlivce, jehož humanitární úsilí přispělo k věhlasu filmového průmyslu. (Od roku 1957)
- Čestná cena – ocenění mimořádného celoživotního díla, výjimečného přispění filmovému umění a vědám nebo vynikající službě Akademii. (Od roku 1929)
- Ceny za vědecký a technický přínos – za objev či vynález přínosný filmovému průmyslu. (Od roku 1932)
- Cena Gordona E. Sawyera – pro jednotlivce, jehož technologický přínos přispěl k věhlasu filmového průmyslu. (Od roku 1982)
- Pochvalná medaile Johna A. Bonnera – ocenění vynikajících služeb a podporu vysoké úrovně Akademie.

### Bývalá ocenění
- Nejlepší umělecká kvalita produkce (v roce 1929)
- Nejlepší titulky, resp. mezititulky (v roce 1929)
- Nejlepší technické efekty (v roce 1929)
- Nejlepší námět (v letech 1929 až 1957)
- Nejlepší krátký dramatický film (v letech 1933 až 1936)
- Nejlepší asistent režie (v letech 1934 až 1938)
- Speciální cena Akademie pro mládež (v letech 1935 až 1961)
- Nejlepší režie tanečních scén (v letech 1936 až 1938)
- Nejlepší krátký barevný film (v letech 1937 a 1938)
- Nejlepší krátký dvou cívkový film (v letech 1937 až 1957)
- Nejlepší hudba – adaptace nebo přepracování (v letech 1963 až 1970; a v roce 1974)
- Cena za zvláštní přínos – udělovaná za výkon, který poskytl příslušnému filmu výjimečný přínos, ale pro který neexistuje pravidelná kategorie. (V letech 1973 až 1996)
- Nejlepší hudba ke komedii anebo muzikálu (v letech 1995 až 1999)
- Nejlepší střih zvuku (v letech 1964–2019)

## Slavnostní ceremoniál

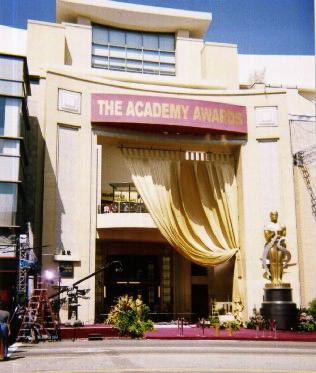
Dolby Theatre (dříve Kodak Theatre), ve kterém se od roku 2002 uděluje Oscar

První ročník se konal 16. května 1929 na banketu v sálu Blossom hollywoodského hotelu Roosevelt. Akademie hodnotila filmy natočení mezi 1. srpnem 1927 a 1. srpnem 1928. Vše proběhlo velice rychle, udílení trvalo asi patnáct minut. Už v průběhu 2. ročníku se pozornost médii zvýšila a večer se přenášel rozhlasem. Tehdy se ceny střídavě udělovaly v hotelu Ambassador a hotelu Biltmore. V roce 1944 byl 16. ročník přesunut do větších prostorů a to do Graumanova čínského divadla. Následující léta se Oscar stěhoval ze Shrine Auditoria do divadla RKO Pantages. Odsud se poprvé taky vysílal televizní přenos z udílení cen a bylo to 19. března 1953 společností NBC. V roce 1961 bylo předávání cen přesunuto Santa Monica Civic Auditorium. Práva na televizní přenos tehdy získala společnost ABC, která, až na roky 1971 až 1975, vysílá slavnostní galavečer dodnes. A práva na tuto událost vlastní až do roku 2020. V letech 1969 až 1987 se ceny udělovaly v losangeleském hudebním centru v pavilónu Dorothy Chandler. Následně se Oscar opět stěhoval a to mezi hudebním centre a Shrine Auditoriem. Rozdíl mezi těmito dvěma středisky je v počtu sedadel. Pavilón disponuje dva a půl tisícem sedaček, kdežto Auditorium až šesti tisíci. Od roku 2002 se ceremoniál koná v Kodak Theatre s kapacitou tři tisíce tři sta sedadel, které změnilo název na Dolby Theatre 1. května 2012.
Původně se ceny udělovaly na konci března, anebo začátkem dubna. V roce 1999 Akademie udílení přesunula z pondělí na neděli a od roku 2004 se většinou koná poslední únorovou neděli. Výjimkou je rok, kdy se konají zimní olympijské hry. To pak Akademie udílení posouvá na první březnovou neděli.

## Kontroverze
Objektivita udílení cen je zpochybňována. Prokazují to historické statistiky, že nejde jen o hodnocení filmového umění, ale i o společenské vztahy. Dochází i k protestům.

## Zajímavosti a kuriozity
- V roce 1929 se Oscar předával poprvé. Hlavním tahounem byl Charlie Chaplin s filmem Cirkus. Chaplin však dostal jednoho „souhrnného Oscara“, dalšího Chaplin získá za dlouhých 43 let. Ten obdržel v roce 1972 za celoživotní dílo. Doprovázel ho nejdelší potlesk v dějinách tohoto udílení. Trval více než 5 minut.
- První Oscar z roku 1929 vyhrál němý film Wings. V roce 1930 začala éra zvukových filmů a žádný němý film již sošku nezískal. Kuriozitou je ovšem Umělec, nejlepší film roku 2011, který vzdává hold němému filmu a jako takový je též koncipován.
- Nejvíce Oscarů (11) proměnily tři filmy: Ben-Hur (1960), Titanic (1998) a Pán prstenů: Návrat krále (2003).
- Pán prstenů: Návrat krále měl současně největší úspěšnost, neboť získal cenu v každé kategorii, ve které byl nominován. Naopak, největší smolař co se proměňování oscarových nominací týče, jsou zvukař Kevin O'Connell (20 neproměněných nominací) a hudebník Victor Young (21 nominací).
- Nejvíce nominací (14) měly filmy All about Eve (1950), Titanic (1998) a La La Land (2017).
- Pouze tři filmy získaly pětici Oscarů v nejuznávanějších kategoriích (též zvanou Big Five – nejlepší film, režisér, herec, herečka, scénář). Byly to: Stalo se jedné noci (1934), Přelet nad kukaččím hnízdem (1975), Mlčení jehňátek (1991)
- Nejvíce Oscarů získal za své filmy (Sněhurka a sedm trpaslíků, Mickey Mouse, …) Walt Disney celkem – 22, z toho mezi lety 1931/1932 až 1939 osm sošek v řadě (s ostatními kategoriemi deset), čímž drží další rekord. Mimo to, mezi lety 1950 a 1954 získal další čtyři Oscary v řadě za čtyři krátké filmy a v letech 1953–1954 dva Oscary dokumentární filmy The Living Desert a The Vanishing Prairie.
- V historii předávání cen byl nejvícekrát nominován právě Walt Disney (59×), z žijících osobností pak skladatel filmové hudby John Williams (48×).
- Dvěma hercům a dvěma herečkám se podařilo získat Oscara za nejlepší výkon v hlavní roli dvakrát po sobě. Z hereček to byly Luise Rainerová (1936-1937) a Katharine Hepburnová (1967-1968), z herců Spencer Tracy (1937-1938) a Tom Hanks (1993–1994).
- Žena, která získala nejvíce Oscarů, je kostýmní výtvarnice Edit Headová – odnesla si jich 8, nominací měla dokonce 35.
- Nejvíce Oscarů za nejlepší makeup – celkem 7 – získal Rick Baker.
- V roce 1969 se poprvé a zatím naposled stala remíza, při které Oscara za nejlepší herečku získaly herečky Katharine Hepburnová a Barbra Streisandová.
- Katharine Hepburnová je nejúspěšnější herečka – získala 4 Oscary, všechny za nejlepší herečku v hlavní roli.
- Nejvíce Oscarů za režii získal John Ford – čtyři.
- Herci černé pleti mají zástupce např. v Hattie McDanielové (Jih proti severu, 1939), dále Sidney Poitier (Lilies of the Field, 1963) či Jennifer Hudson (Dreamgirls, 2006). Za nejlepší výkon v hlavní roli jak v mužské tak v ženské kategorii poprvé triumfovali až v roce 2001 – tehdy sošku získali Halle Berryová (Monster's Ball) a Denzel Washington (Training Day).
- Meryl Streepová má největší počet nominací na Oscara (21). Proměnila ale zatím jen 3.
- Nejúspěšnějším Čechem je Miloš Forman - získal 2 Oscary (Přelet nad kukaččím hnízdem a Amadeus).
- Alfred Hitchcock nikdy Oscara nezískal, až v roce 1967. Oscar za celoživotní dílo. Okomentoval slovy: "Thank you."
- Steven Spielberg byl 20 let brán jako nejlepší režisér a producent Hollywoodu (jen za produkci byl nominován 8×), teprve až v roce 1994 získal Oscara za Schindlerův seznam.
- Martin Scorsese 5× prohrál. Až v roce 2007 Oscara získal za film Skrytá identita.
- Roberto Benigni získal v roce 1997 Oscara za nejlepší cizojazyčný film a také za nejlepší herecký výkon v hlavní roli. Benigni to okomentoval "I use up all of my English" („Vypotřeboval jsem celou svou angličtinu.“)
- Nejdelší doba mezi vydáním filmu a jeho ocenění soškou filmové akademie, bylo celých 20 let. To byl případ filmu Světla ramp s Charlie Chaplinem, který v době vydání filmu byl kontroverzně vyšetřován Výborem pro neamerickou činnost a tato záležitost vyústila v jeho emigraci.
- Naprostá většina oceněných ve své děkovné řeči poděkovala kromě rodiny a spolupracovníkům také Bohu.
- Woody Allen byl za nejlepší scénář nominován 15×, nominaci proměnil pouze 3×. Zatím žádnému scenáristovi se ale nepodařilo získat Oscara dvakrát za sebou. Stejně jako žádné herečce ve vedlejší roli.
- V historii cen akademie získali čtyři herci Oscara za nejlepší herecký výkon, ztvárňující jednu a tutéž postavu. Byli to Marlon Brando a Robert De Niro ve filmech Kmotr a Kmotr II a Joaquin Phoenix a Heath Ledger - Joker a Temný rytíř.

### Seznam ceremoniálů
| Ročník     | Za rok(y) | Datum udílení     | Místo udílení                                               | Moderátor                                                                      | Vítězný snímek                 |
| ---------- | --------- | ----------------- | ----------------------------------------------------------- | ------------------------------------------------------------------------------ | ------------------------------ |
| 1. ročník  | 1927/1928 | 16. květen 1929   | Hotel Roosevelt                                             | Douglas Fairbanks                                                              | Wings a Východ slunce          |
| 2. ročník  | 1928/1929 | 3. duben 1930     | Hotel Ambassador                                            | William C. DeMille                                                             | The Broadway Melody            |
| 3. ročník  | 1929/1930 | 5. listopad 1930  | Hotel Ambassador                                            | Conrad Nagel                                                                   | Na západní frontě klid         |
| 4. ročník  | 1930/1931 | 10. listopad 1931 | Hotel Biltmore                                              | Lawrence Grant                                                                 | Cimarron                       |
| 5. ročník  | 1931/1932 | 18. listopad 1932 | Hotel Ambassador                                            | Conrad Nagel                                                                   | Lidé v hotelu                  |
| 6. ročník  | 1932/1933 | 16. březen 1934   | Hotel Ambassador                                            | Will Rogers                                                                    | Cavalcade                      |
| 7. ročník  | 1934      | 27. únor 1935     | Hotel Biltmore                                              | Irvin S. Cobb                                                                  | Stalo se jedné noci            |
| 8. ročník  | 1935      | 5. březen 1936    | Hotel Biltmore                                              | Frank Capra                                                                    | Vzpoura na lodi Bounty         |
| 9. ročník  | 1936      | 4. březen 1937    | Hotel Biltmore                                              | George Jessel                                                                  | Velký Ziegfeld                 |
| 10. ročník | 1937      | 10. březen 1938   | Hotel Biltmore                                              | Bob Burns                                                                      | The Life of Emile Zola         |
| 11. ročník | 1938      | 23. únor 1939     | Hotel Biltmore                                              | žádný                                                                          | Vždyť jsme jen jednou na světě |
| 12. ročník | 1939      | 29. únor 1940     | Hotel Ambassador                                            | Bob Hope                                                                       | Jih proti Severu               |
| 13. ročník | 1940      | 27. únor 1941     | Hotel Biltmore                                              | Walter Wanger                                                                  | Mrtvá a živá                   |
| 14. ročník | 1941      | 26. únor 1942     | Hotel Biltmore                                              | Bob Hope                                                                       | Bylo jednou zelené údolí       |
| 15. ročník | 1942      | 4. březen 1943    | Hotel Ambassador                                            | Bob Hope                                                                       | Paní Miniverová                |
| 16. ročník | 1943      | 2. březen 1944    | Graumanovo čínské divadlo                                   | Jack Benny                                                                     | Casablanca                     |
| 17. ročník | 1944      | 15. březen 1945   | Graumanovo čínské divadlo                                   | John Cromwell a Bob Hope                                                       | Farář u svatého Dominika       |
| 18. ročník | 1945      | 7. březen 1946    | Graumanovo čínské divadlo                                   | James Stewart a Bob Hope                                                       | Ztracený víkend                |
| 19. ročník | 1946      | 13. březen 1947   | Shrine Civic Auditorium                                     | Jack Benny                                                                     | Nejlepší léta našeho života    |
| 20. ročník | 1947      | 20. březen 1948   | Shrine Civic Auditorium                                     | Agnes Mooreheadová a Dick Powell                                               | Džentlemanská dohoda           |
| 21. ročník | 1948      | 24. březen 1949   | Divadlo Akademie                                            | George Montgomery                                                              | Hamlet                         |
| 22. ročník | 1949      | 23. březen 1950   | Divadlo RKO Pantages                                        | Paul Douglas                                                                   | Všichni královi muži           |
| 23. ročník | 1950      | 29. březen 1951   | Divadlo RKO Pantages                                        | Fred Astaire                                                                   | Vše o Evě                      |
| 24. ročník | 1951      | 20. březen 1952   | Divadlo RKO Pantages                                        | Danny Kaye                                                                     | Američan v Paříži              |
| 25. ročník | 1952      | 19. březen 1953   | Divadlo RKO Pantages (L.A.) Medzinárodní divadlo NBC (N.Y.) | Bob Hope, Conrad Nagel a Fredric March                                         | Největší představení na světě  |
| 26. ročník | 1953      | 25. březen 1954   | Divadlo RKO Pantages (L.A.) NBC Center Theatre (N.Y.)       | Donald O'Connor a Fredric March                                                | Odtud až na věčnost            |
| 27. ročník | 1954      | 30. březen 1955   | Divadlo RKO Pantages                                        | Bob Hope a Thelma Ritter                                                       | V přístavu                     |
| 28. ročník | 1955      | 21. březen 1956   | Divadlo RKO Pantages                                        | Jerry Lewis, Claudette Colbert a Joseph L. Mankiewicz                          | Marty                          |
| 29. ročník | 1956      | 27. březen 1957   | Divadlo RKO Pantages                                        | Jerry Lewis a Celeste Holm                                                     | Cesta kolem světa za 80 dní    |
| 30. ročník | 1957      | 26. březen 1958   | Divadlo RKO Pantages                                        | Bob Hope, Rosalind Russell, David Niven, James Stewart a Jack Lemmon           | Most přes řeku Kwai            |
| 31. ročník | 1958      | 6. duben 1959     | Divadlo RKO Pantages                                        | Jerry Lewis, Mort Sahl, Tony Randall, Bob Hope, David Niven a Laurence Olivier | Gigi                           |
| 32. ročník | 1959      | 4. duben 1960     | Divadlo RKO Pantages                                        | Bob Hope                                                                       | Ben Hur                        |
| 33. ročník | 1960      | 17. duben 1961    | Santa Monica Civic Auditorium                               | Bob Hope                                                                       | Byt                            |
| 34. ročník | 1961      | 9. duben 1962     | Santa Monica Civic Auditorium                               | Bob Hope                                                                       | West Side Story                |
| 35. ročník | 1962      | 8. duben 1963     | Santa Monica Civic Auditorium                               | Frank Sinatra                                                                  | Lawrence z Arábie              |
| 36. ročník | 1963      | 13. duben 1964    | Santa Monica Civic Auditorium                               | Jack Lemmon                                                                    | Tom Jones                      |
| 37. ročník | 1964      | 5. duben 1965     | Santa Monica Civic Auditorium                               | Bob Hope                                                                       | My Fair Lady                   |
| 38. ročník | 1965      | 18. duben 1966    | Santa Monica Civic Auditorium                               | Bob Hope                                                                       | Za zvuků hudby                 |
| 39. ročník | 1966      | 10. duben 1967    | Santa Monica Civic Auditorium                               | Bob Hope                                                                       | Člověk pro každé počasí        |
| 40. ročník | 1967      | 10. duben 1968    | Santa Monica Civic Auditorium                               | Bob Hope                                                                       | V žáru noci                    |
| 41. ročník | 1968      | 14. duben 1969    | Pavilón Dorothy Chandler                                    | John Wayne                                                                     | Oliver!                        |
| 42. ročník | 1969      | 7. duben 1970     | Pavilón Dorothy Chandler                                    | žádný                                                                          | Půlnoční kovboj                |
| 43. ročník | 1970      | 15. duben 1971    | Pavilón Dorothy Chandler                                    | žádný                                                                          | Generál Patton                 |
| 44. ročník | 1971      | 10. duben 1972    | Pavilón Dorothy Chandler                                    | Helen Hayes, Alan King, Sammy Davis mladší a Jack Lemmon                       | Francouzská spojka             |
| 45. ročník | 1972      | 27. březen 1973   | Pavilón Dorothy Chandler                                    | Carol Burnettová, Michael Caine, Charlton Heston a Rock Hudson                 | Kmotr                          |
| 46. ročník | 1973      | 2. duben 1974     | Pavilón Dorothy Chandler                                    | John Huston, Diana Ross, Burt Reynolds a David Niven                           | Podraz                         |
| 47. ročník | 1974      | 8. duben 1975     | Pavilón Dorothy Chandler                                    | Sammy Davis mladší, Bob Hope, Shirley MacLaine a Frank Sinatra                 | Kmotr II                       |
| 48. ročník | 1975      | 29. březen 1976   | Pavilón Dorothy Chandler                                    | Walter Matthau, Robert Shaw, George Segal, Goldie Hawn a Gene Kelly            | Přelet nad kukaččím hnízdem    |
| 49. ročník | 1976      | 28. březen 1977   | Pavilón Dorothy Chandler                                    | Richard Pryor, Jane Fonda, Ellen Burstyn a Warren Beatty                       | Rocky                          |
| 50. ročník | 1977      | 3. duben 1978     | Pavilón Dorothy Chandler                                    | Bob Hope                                                                       | Annie Hallová                  |
| 51. ročník | 1978      | 9. duben 1979     | Pavilón Dorothy Chandler                                    | Johnny Carson                                                                  | Lovec jelenů                   |
| 52. ročník | 1979      | 14. duben 1980    | Pavilón Dorothy Chandler                                    | Johnny Carson                                                                  | Kramerová versus Kramer        |
| 53. ročník | 1980      | 31. březen 1981   | Pavilón Dorothy Chandler                                    | Johnny Carson                                                                  | Obyčejní lidé                  |
| 54. ročník | 1981      | 29. březen 1982   | Pavilón Dorothy Chandler                                    | Johnny Carson                                                                  | Ohnivé vozy                    |
| 55. ročník | 1982      | 11. duben 1983    | Pavilón Dorothy Chandler                                    | Liza Minnelliová, Dudley Moore, Richard Pryor a Walter Matthau                 | Gándhí                         |
| 56. ročník | 1983      | 9. duben 1984     | Pavilón Dorothy Chandler                                    | Johnny Carson                                                                  | Cena za něžnost                |
| 57. ročník | 1984      | 25. březen 1985   | Pavilón Dorothy Chandler                                    | Jack Lemmon                                                                    | Amadeus                        |
| 58. ročník | 1985      | 24. březen 1986   | Pavilón Dorothy Chandler                                    | Alan Alda, Jane Fonda a Robin Williams                                         | Vzpomínky na Afriku            |
| 59. ročník | 1986      | 30. březen 1987   | Pavilón Dorothy Chandler                                    | Chevy Chase, Goldie Hawn a Paul Hogan                                          | Četa                           |
| 60. ročník | 1987      | 11. duben 1988    | Shrine Civic Auditorium                                     | Chevy Chase                                                                    | Poslední císař                 |
| 61. ročník | 1988      | 29. březen 1989   | Shrine Civic Auditorium                                     | žádný                                                                          | Rain Man                       |
| 62. ročník | 1989      | 26. březen 1990   | Pavilón Dorothy Chandler                                    | Billy Crystal                                                                  | Řidič slečny Daisy             |
| 63. ročník | 1990      | 25. březen 1991   | Shrine Civic Auditorium                                     | Billy Crystal                                                                  | Tanec s vlky                   |
| 64. ročník | 1991      | 30. březen 1992   | Pavilón Dorothy Chandler                                    | Billy Crystal                                                                  | Mlčení jehňátek                |
| 65. ročník | 1992      | 29. březen 1993   | Pavilón Dorothy Chandler                                    | Billy Crystal                                                                  | Nesmiřitelní                   |
| 66. ročník | 1993      | 21. březen 1994   | Pavilón Dorothy Chandler                                    | Whoopi Goldberg                                                                | Schindlerův seznam             |
| 67. ročník | 1994      | 27. březen 1995   | Shrine Auditorium                                           | David Letterman                                                                | Forrest Gump                   |
| 68. ročník | 1995      | 25. březen 1996   | Pavilón Dorothy Chandler                                    | Whoopi Goldberg                                                                | Statečné srdce                 |
| 69. ročník | 1996      | 24. březen 1997   | Shrine Auditorium                                           | Billy Crystal                                                                  | Anglický pacient               |
| 70. ročník | 1997      | 23. březen 1998   | Shrine Auditorium                                           | Billy Crystal                                                                  | Titanic                        |
| 71. ročník | 1998      | 21. březen 1999   | Pavilón Dorothy Chandler                                    | Whoopi Goldberg                                                                | Zamilovaný Shakespeare         |
| 72. ročník | 1999      | 26. březen 2000   | Shrine Auditorium                                           | Billy Crystal                                                                  | Americká krása                 |
| 73. ročník | 2000      | 25. březen 2001   | Shrine Auditorium                                           | Steve Martin                                                                   | Gladiátor                      |
| 74. ročník | 2001      | 24. březen 2002   | Kodak Theatre                                               | Whoopi Goldberg                                                                | Čistá duše                     |
| 75. ročník | 2002      | 23. březen 2003   | Kodak Theatre                                               | Steve Martin                                                                   | Chicago                        |
| 76. ročník | 2003      | 29. únor 2004     | Kodak Theatre                                               | Billy Crystal                                                                  | Pán prstenů: Návrat krále      |
| 77. ročník | 2004      | 27. únor 2005     | Kodak Theatre                                               | Chris Rock                                                                     | Million Dollar Baby            |
| 78. ročník | 2005      | 5. březen 2006    | Kodak Theatre                                               | Jon Stewart                                                                    | Crash                          |
| 79. ročník | 2006      | 25. únor 2007     | Kodak Theatre                                               | Ellen DeGeneres                                                                | Skrytá identita                |
| 80. ročník | 2007      | 24. únor 2008     | Kodak Theatre                                               | Jon Stewart                                                                    | Tahle země není pro starý      |
| 81. ročník | 2008      | 22. únor 2009     | Kodak Theatre                                               | Hugh Jackman                                                                   | Milionář z chatrče             |
| 82. ročník | 2009      | 7. březen 2010    | Kodak Theatre                                               | Alec Baldwin a Steve Martin                                                    | Smrt čeká všude                |
| 83. ročník | 2010      | 27. únor 2011     | Kodak Theatre                                               | James Franco a Anne Hathawayová                                                | Králova řeč                    |
| 84. ročník | 2011      | 26. únor 2012     | Dolby Theatre                                               | Billy Crystal                                                                  | Umělec                         |
| 85. ročník | 2012      | 24. únor 2013     | Dolby Theatre                                               | Seth MacFarlane                                                                | Argo                           |
| 86. ročník | 2013      | 2. březen 2014    | Dolby Theatre                                               | Ellen DeGeneres                                                                | 12 let v řetězech              |
| 87. ročník | 2014      | 22. únor 2015     | Dolby Theatre                                               | Neil Patrick Harris                                                            | Birdman                        |
| 88. ročník | 2015      | 28. únor 2016     | Dolby Theatre                                               | Chris Rock                                                                     | Spotlight                      |
| 89. ročník | 2016      | 26. únor 2017     | Dolby Theatre                                               | Jimmy Kimmel                                                                   | Moonlight                      |
| 90. ročník | 2017      | 4. března 2018    | Dolby Theatre                                               | Jimmy Kimmel                                                                   | Tvář vody                      |
| 91. ročník | 2018      | 24. února 2019    | Dolby Theatre                                               | žádný                                                                          | Zelená kniha                   |
| 92. ročník | 2019      | 9. února 2020     | Dolby Theatre                                               | žádný                                                                          | Parazit                        |
| 93. ročník | 2020      | 25. dubna 2021    | Dolby Theatre, Union Station                                | žádný                                                                          | Země nomádů                    |
| 94. ročník | 2021      | 27. března 2022   | Dolby Theatre, Union Station                                | Regina Hall, Amy Schumer a Wanda Sykesová                                      | V rytmu srdce                  |
| 95. ročník | 2022      | 12. března 2023   | Dolby Theatre                                               | Jimmy Kimmel                                                                   | Všechno, všude, najednou       |
| 96. ročník | 2023      | 10. března 2024   | Dolby Theatre                                               | Jimmy Kimmel                                                                   | Oppenheimer                    |
| 97. ročník | 2024      | 2. března 2025    | Dolby Theatre                                               | Conan O'Brien                                                                  | Anora                          |